# Sant Joan de Vilatorrada
Sant Joan de Vilatorrada – gmina w Hiszpanii, w prowincji Barcelona, w Katalonii, o powierzchni 16,43 km². W 2011 roku gmina liczyła 10 780 mieszkańców.